# Ferdinand von Hompesch zu Bolheim
Ferdinand von Hompesch zu Bolheim (9 de Novembro de 1744 — 12 de Maio de 1805) foi o 71º Grão-Mestre da Ordem dos Hospitalários entre sua eleição em 17 de julho de 1797 e sua abdicação em 6 de julho de 1799.

## Biografia

#### Nascimento e Carreira
Ferdinand Hompesch nasceu na aldeia de Bolheim, agora parte da cidade de Zülpich, na região de Eifel . Foi admitido na Ordem dos Hospitalários em 10 de julho de 1761 aos 14 anos de idade. Em 17 de julho de 1797 fora eleito como  grão-mestre da Ordem e assumiu as incumbências da administração e defesa da Ilha de Malta.

#### Queda de Malta
Em Março de 1798 Ferdinand Hompesch fora advertido por um diplomata alemão de que a frota francesa que estava navegando para o Egito sob ordens do General Napoleão Bonaparte iria atacar a ilha de Malta também, diante da informação e de sua inaptidão a assuntos militares o mesmo ignorou a informação. Em 6 junho 1798 um esquadrão avançado da frota francesa chegou a Malta sendo que o grosso da frota de 500-600 navios chegou apenas em 9 de junho. A frota transportava uma força francesa de 29.000 homens que faziam face aos 7.000 homens de Hompesch. O General francês Desaix requisitara aos Grão Mestre Hompesch permissão para atracar sua frota no porto Maltês, tendo recebido permissão para atracar apenas 4 navios de cada vez.Vendo isso como uma clara provocação, Napoleão ordenara a invasão das ilhas maltesas no dia 10 de Junho.
 As forças francesas que desembarcaram foram apoiadas por uma insurreição local que contava com o apoio de Cavaleiros da Ordem franceses que mudaram de lado.  As regras da Ordem proibiam lutas contra outros cristãos forçando Hompesch a capitular no dia 11 de junho. No dia seguinte, fora assinado um tratado pelo qual a Ordem entregava a soberania da ilha de Malta ao governo do Diretório francês .